# 乔瓦尼·乔利蒂
乔瓦尼·乔利蒂（義大利語：Giovanni Giolitti，義大利語發音：[dʒoˈvanni dʒoˈlitti]；1842年10月27日—1928年7月17日) 又译焦利蒂，意大利政治家。他在1892年和1921年期间5次担任意大利首相，时间仅次于贝尼托·墨索里尼。他执政时，通过广泛的进步的社会改革，改进了普通民众的生活水平，被称为乔利蒂时代（Giolittian Era）。

## 生平
乔利蒂出生在蒙多维，父亲乔维纳莱·乔利蒂（Giovenale Giolitti）一直在avvocatura dei poveri工作，协助贫困公民审理民事和刑事案件。他于1843年去世，一年后乔瓦尼出生，与他的母亲恩里切塔（Enrichetta Plochiu）搬到都灵。十六岁他进入都灵大学并在1860年获得法律学位。随后进入公共行政部门工作，20年中取得财政和行政管理方面的经验，并活跃于政治活动。
1882年乔利蒂被任命为议员和当选为众议院（议会下院）自由主义左派议员，此后一生始终为议员。1889年3月9日出任弗朗西斯科·克里斯皮内阁的财政大臣，1892年5月担任首相，提出进行改革和改组政府的纲领。
乔利蒂第一个首相任期内（1892 - 1893年）并不顺利，政府治国无方。建筑危机和与法国商业关系的破裂，导致国有银行受损，其中的罗马纳银行（Banca Romana）管理失当，亏损严重，银行大笔借贷给房地产开发商，留下大笔债务，当房地产泡沫在1887年破灭时倒闭。1893年8月的银行法案未能改进罗马纳银行和改革整个银行系统，乔利蒂将罗马纳银行行长贝纳多·坦隆戈（Bernardo Tanlongo）提高到参议员等级的行为激怒了公众舆论，因为这将给他以豁免权。参议院拒绝承认坦隆戈的参议员资格，在议会的干预下，坦隆戈被逮捕和起诉。乔利蒂被指控滥用职权，最终因为罗马纳银行丑闻和处理西西里罢工时不得人心而被迫与1893年11月辞职。
乔利蒂辞职后被弹劾，被指控滥用职权，但宪法法院撤消了弹劾。此后多年他因失去了所有的信用，在政治上很被动，但通过保持在后台给公众舆论时间忘记他的过去，以及通过议会的阴谋，他逐渐恢复了大部分過去曾有的影响力。
1901年意大利普遍发生罢工后，他煽动起社会主义风潮，却在冲突中保持中立，他发表一篇重要演说，主张政府应当维持秩序，要在劳资纠纷中保持不偏不倚的态度，因此获得人们的支持；1900年，他时隔八年之后复出，1901年2月担任朱塞佩·扎纳尔代利政府的内政大臣（至1903年6月）。他从不干涉罢工的政策被证明是成功的，扎纳尔代利首相因健康原因在1903年11月辞职后，乔利蒂接任首相，他对罢工采取和平态度，因此一方面受到赞扬，一方面受到批评。此后他的影响一直延续到1914年，意大利经历了一段工业扩张、劳工组织崛起和活跃的天主教政治运动，该时期被称为乔利蒂时代。
在第二届和第三届首相（1903 - 1905和1906 - 1909年）内，他偏向左翼，建立工会与社会立法，包括保障性住房补贴、优惠的政府合同工人合作社、老年和残疾退休金。然而，他也不得不采取有力措施在意大利不同地区抑制一些严重的疾病，因此他失去了社会的青睐。1905年3月，感觉自己不再安全，乔利蒂辞职，并指示托马索·蒂托尼作为他的接班人。西德尼·桑尼诺在1906年2月成为首相时，乔利蒂没有公开反对他。当桑尼诺1906年5月被击败后，乔利蒂再次成为首相（1906 - 1909），许多批评人士指责乔利蒂操纵选举。
1911年到1914年乔利蒂第四届首相任期内，他屈服于民族主义者的压力，和土耳其爆发意土战争（1911—1912），最终使利比亚成为意大利的殖民地。1912年，国会批准了乔利蒂的选举改革法案，选民从300万扩大到850万。1914年3月乔利蒂在激进分子和社会主义者的反对下辞职。
乔利蒂积极反对意大利参加1915年的第一次世界大战，因为他知道在1914年8月已经宣布中立的意大利對战争毫无准备。在1919年的选战中，他指责咄咄逼人的少数派在无视多数人意愿的同时，拖着意大利进入战争。1920年6月他最后一次担任首相，着手重新建设意大利，在意大利的“红年”期间，当工人占领工厂时，增加了资本主义政治集团对共产主义掌权的恐惧，为此他们容忍墨索里尼的法西斯主义者的崛起。
乔利蒂也在能够消灭法西斯党的时候，采取容忍态度，而当法西斯党人聚集了足够力量的同时，他则欢迎他们的支持，并没有阻止他们对城市的侵占和暴力反对他们的政治对手的手段。
他呼吁在1921年5月举行新的大选，但结果令人失望，他在一次外交政策辩论之后辞职。他依然留在议会里，担任自由主义者的首脑。当墨索里尼1922年10月进入罗马，乔利蒂正在法国度假。他最初支持墨索里尼的政府，接受和投票支持有争议的阿塞博法，法案保证了法西斯党获得至少25%和最大的份额的选票，和三分之二的议会席位。他希望法西斯党将成为更温和且负责任的执政党，但是在1924年乔利蒂撤回了他的支持，投票反对限制新闻自由的法律；死前不久，他发言反对法西斯党提出的新选举法案。
安东尼奥·乔利蒂，战后意大利左翼政治家，是他的孙子。